# Lipót
Lipót ist eine ungarische Gemeinde im Kreis Mosonmagyaróvár im Komitat Győr-Moson-Sopron.

## Geografische Lage
Die Gemeinde liegt am rechten Ufer der Donau auf der Kleinen Schüttinsel, 15 Kilometer östlich der Kreisstadt Mosonmagyaróvár. Zwei Kilometer nordöstlich verläuft entlang der Moson-Donau die Grenze zur Slowakei. Nachbargemeinden sind Dunaremete, Darnózseli und Hédervár.

## Geschichte
Im Jahr 1913 gab es in der damaligen Kleingemeinde 117 Häuser und 840 Einwohner auf einer Fläche von 4305 Katastraljochen. Sie gehörte zu dieser Zeit zum Bezirk Magyaróvár im Komitat Moson.

## Sehenswürdigkeiten
- Heimatmuseum (Falumúzeum)
- Kastanienallee (Gesztenyefasor)
- Marienstatue (Mária Szobor), erschaffen 1954
- Römisch-katholische Kirche Szent Kelemen, erbaut 1777 im barocken Stil
- Steinkreuz (Ásvány Úti Kereszt)
- Thermalbad Lipót

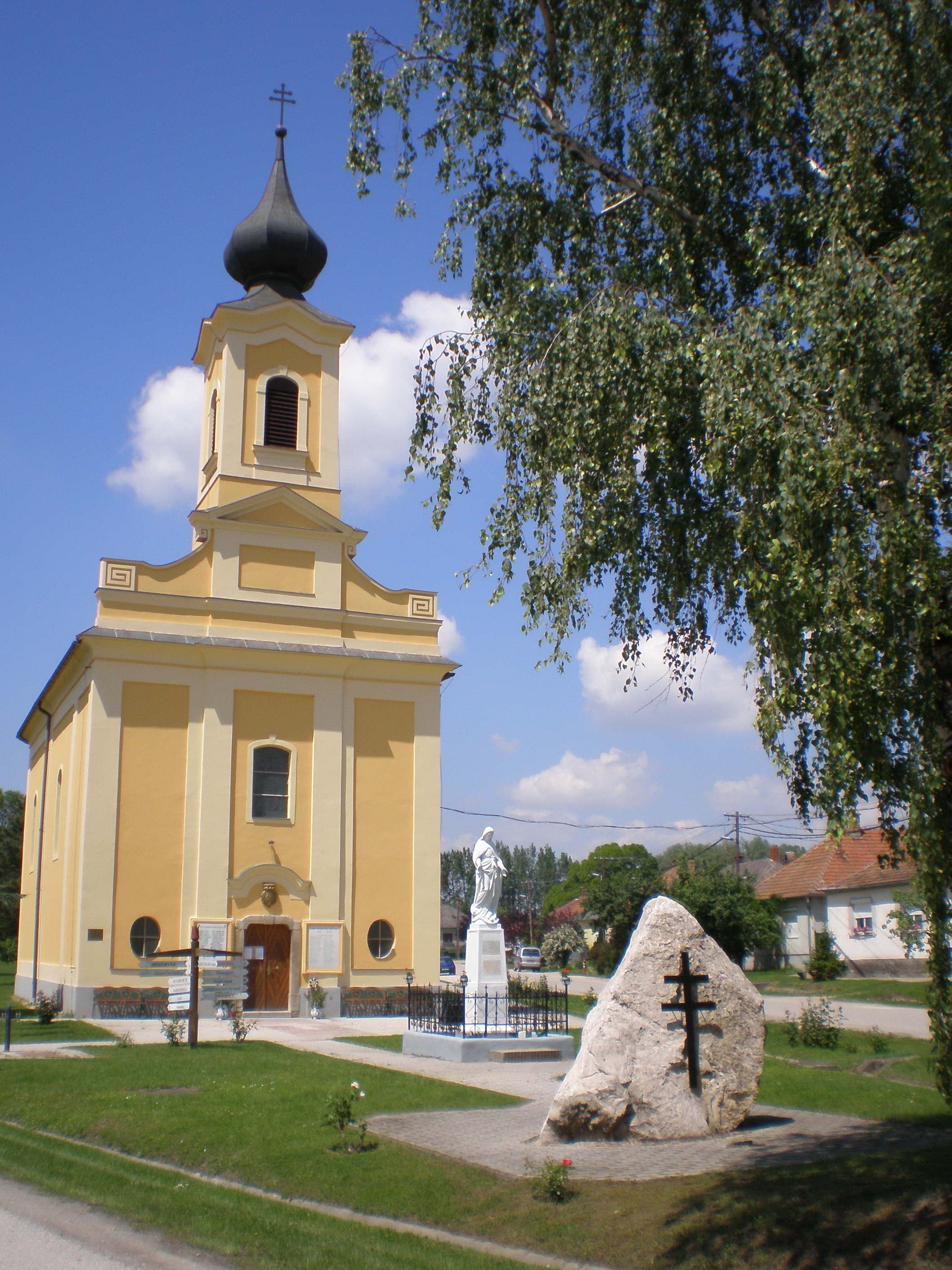
Röm.-kath. Kirche Szent Kelemen
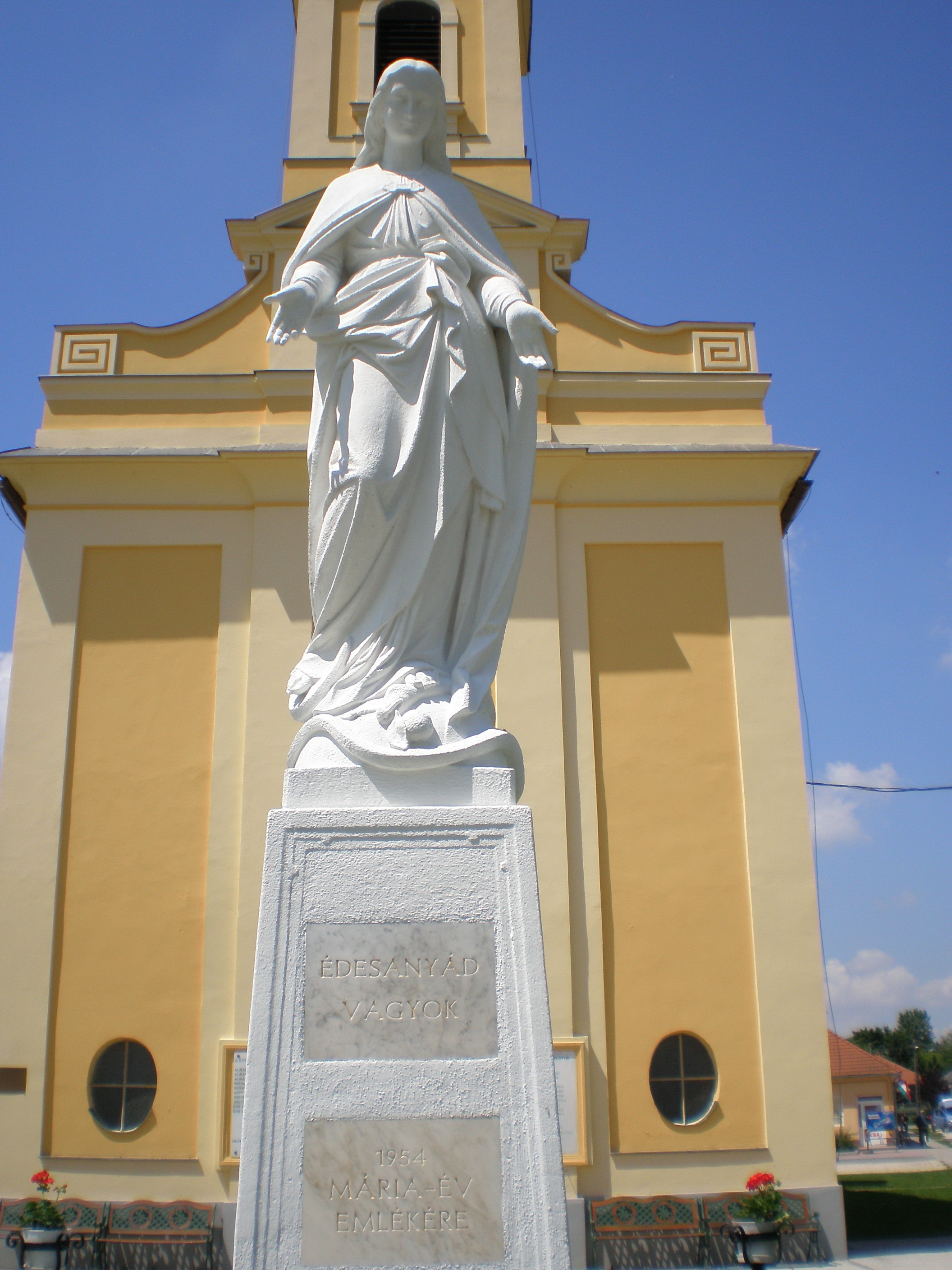
Marienstatue
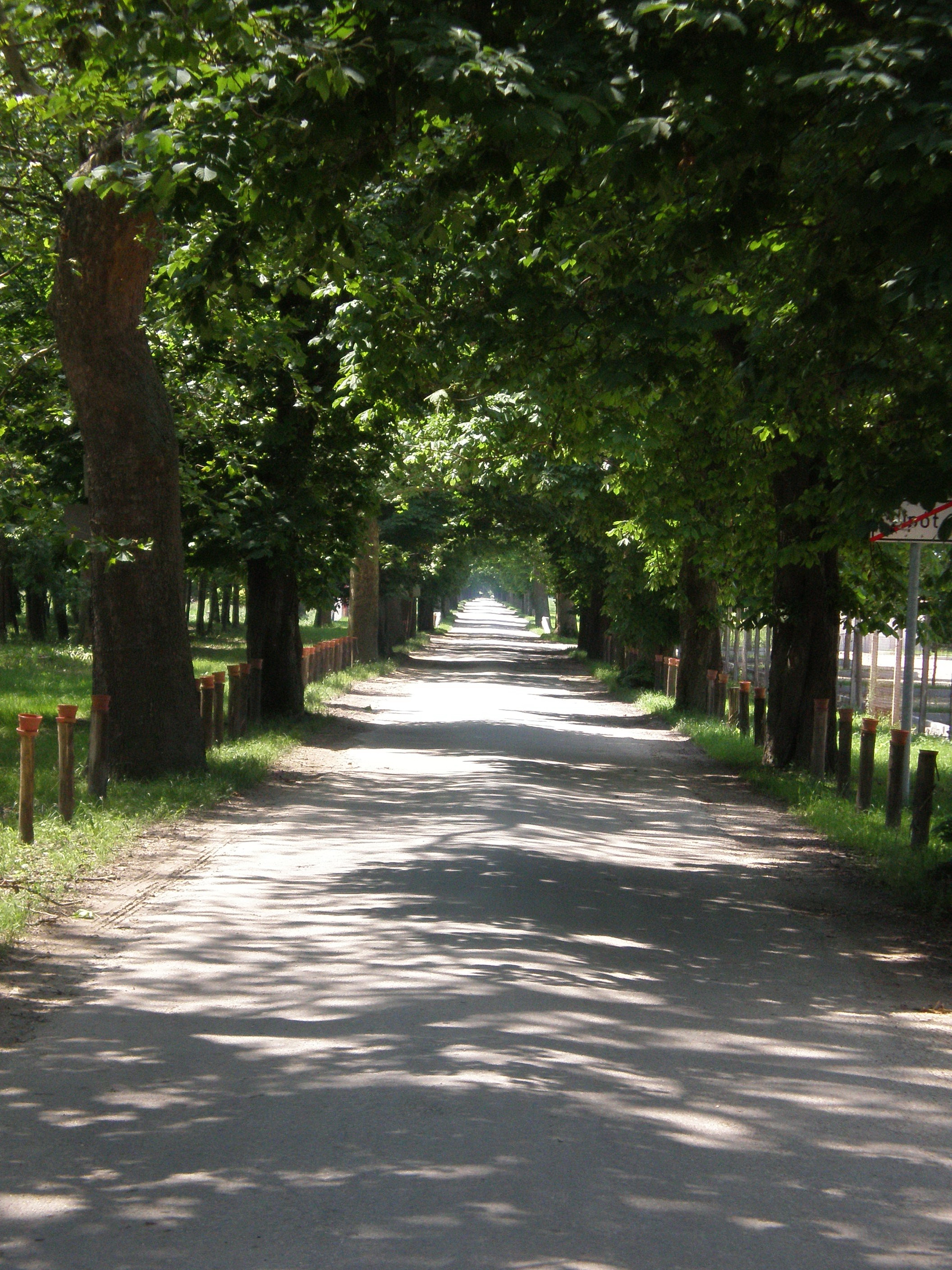
Kastanienallee

## Verkehr
In Lipót treffen die Landstraßen Nr. 1404, Nr. 1405 und Nr. 1411 aufeinander. Der nächstgelegene Bahnhof Kimle-Károlyháza befindet sich südwestlich der Gemeinde.